# Sylvia Hermon
Sylvia Eileen, Lady Hermon (née Paisley ; le 11 août 1955) est une femme politique unioniste d'Irlande du Nord. Elle est députée pour la circonscription de North Down de 2001 à 2019.
Elle est d'abord élue pour le Parti unioniste d'Ulster mais depuis 2010, elle siège en tant qu'unioniste indépendante. Elle est la veuve de Sir Jack Hermon, qui est chef de la police de la Police royale de l'Ulster. Elle est la seule députée indépendante élue aux élections générales de 2010, aux élections générales de 2015 et aux élections générales de 2017.
Elle ne se représente pas aux élections générales de décembre 2019.

## Jeunesse
Née Sylvia Eileen Paisley, presbytérienne dans la région principalement républicaine de Galbally, comté de Tyrone, son père est Robert Paisley, un fermier, et elle a trois sœurs. La mère d'Hermon s'est noyée accidentellement quand Hermon avait quatre ans. Elle est allée au Dungannon High School avant d'étudier le droit à l'Université du Pays de Galles à Aberystwyth.
Elle enseigne le droit à l'Université Queen's de Belfast en même temps que David Trimble. Elle n'entre en politique qu'en 1998, lorsqu'elle rejoint le parti unioniste d'Ulster, impressionnée par le rôle que le parti a joué dans la négociation de l' accord du Vendredi saint.
Le 6 novembre 2008, son mari Sir John Hermon meurt. Peu de temps après, son père est également décédé.
Elle soutient depuis longtemps l'Alzheimer's Research Trust et contribue au lancement de son centre de réseau en Irlande du Nord.

## Carrière politique
Au sein de l'UUP, Hermon est considérée comme faisant partie de l'aile la plus socialement libérale du parti, étant qualifiée dans The Guardian en 2005 de « libérale ». Elle est choisie comme candidate UUP pour la circonscription de North Down pour les élections générales de 2001 et bat le sortant Robert McCartney du Parti unioniste britannique par plus de 7 000 voix. Pendant l'élection, elle obtient le soutien de la section locale de l'Alliance Party of Northern Ireland, qui retire son propre candidat.
Hermon devient présidente de la branche North Down de l'UUP en 2001 et occupe ce poste jusqu'en 2003. En 2001, elle est également nommée porte-parole de l'UUP pour les questions de la jeunesse et des femmes, les affaires intérieures et le commerce et l'industrie. Elle perd ensuite le portefeuille du commerce et de l'industrie et prend la responsabilité de la culture, des médias et du sport en 2002. En dehors de l'UUP, Hermon participe également à des campagnes de soutien policier et de défense des droits des retraités.
Hermon est la seule unioniste d'Ulster à être élue à Westminster lors des élections générales de 2005 et, par conséquent, il fait figure de remplaçante de David Trimble à la tête du parti. Elle décline cette proposition, estimant qu'elle ne peut pas la combiner avec sa responsabilité de prendre soin de son mari, qui souffrait de la maladie d'Alzheimer, et soutient plutôt la candidature infructueuse d'Alan McFarland.
En 2009, Hermon annonce son opposition au lien unioniste d'Ulster avec le Parti conservateur. 
Le 23 février 2010, Hermon confirme qu'elle ne solliciterait pas l'investiture en tant que candidate conservatrice et unioniste. Dans ses votes parlementaires, elle est plus proche du Parti travailliste que du Parti conservateur. Le 6 mai 2010, candidate unioniste indépendante, elle est réélue avec une majorité de plus de 14 000 voix devant le candidat conservateur-unioniste. Elle est réélue en mai 2015 et juin 2017, les deux fois en tant qu'unioniste indépendante, et le seul député indépendant élu dans ces parlements.
Bien qu'Hermon ait été auparavant considérée comme proche du Parti travailliste, elle déclare qu'elle ne soutiendrait pas le chef de l'époque, Jeremy Corbyn, au gouvernement. Hermon annonce en novembre 2019 qu'elle ne se présenterait pas aux élections générales de 2019. Son siège est remporté par Stephen Farry de l'Alliance Party.

### Brexit
Hermon fait campagne pour que le Royaume-Uni reste dans l'Union européenne lors du référendum de 2016 sur le Brexit. Étant donné que le Sinn Féin, qui soutient la même position, s'est abstenu de prendre ses sièges à la Chambre des communes, et que le DUP soutient le Brexit, Hermon est le seul député représentant l'Irlande du Nord au Parlement de 2017 à avoir soutenu le Remain. Hermon décrit le potentiel d'un Brexit "sans accord" comme une "menace pour la stabilité du Royaume-Uni" et déclare que cela pourrait conduire à une frontière dure, qui pourrait, combinée à l'évolution démographique en Irlande du Nord, conduire à l'union de l'Irlande du Nord avec la république d'Irlande.
Hermon vote en faveur de l'accord de retrait lors du vote significatif du 15 janvier 2019, qui est rejeté par 432 voix contre 202. Elle vote contre la motion de défiance à l'égard du gouvernement de Theresa May appelée par Jeremy Corbyn le lendemain. Lors de la phase de votes indicatifs au Parlement, Hermon vote en faveur d'un deuxième référendum, ainsi que de l'option de révoquer l'article 50 pour éviter un Brexit sans accord.